# Petroica traversi
La petroica delle Chatham (Petroica traversi Buller, 1872) è un uccello della famiglia dei Petroicidi originario delle isole Chatham. Strettamente imparentata con la petroica bruna dell'Isola del Sud, è stata descritta per la prima volta da Walter Buller nel 1872, che la battezzò traversi in onore del botanico neozelandese Henry H. Travers (1844–1928). Diversamente dai suoi cugini continentali, ha una capacità di volo ridotta. L'evoluzione in assenza di mammiferi predatori l'ha resa vulnerabile alle specie introdotte dall'uomo, come gatti e ratti: già prima del 1871 era scomparsa dall'isola di Chatham, la più grande del gruppo omonimo, e sopravviveva unicamente su Piccola Mangere.

## Descrizione
La petroica delle Chatham è un piccolo uccello delle dimensioni di un passero (14–15 cm di lunghezza). Il piumaggio è quasi completamente nero-brunastro, così come le zampe, ma le piante dei piedi sono gialle. Il becco è nero e gli occhi marrone scuro. Le femmine sono leggermente più piccole dei maschi.
Il canto dei maschi è costituito da una semplice frase composta da 5-7 note. Il richiamo, invece, è costituito da una singola nota di elevata potenza. La muta del piumaggio viene effettuata tra dicembre e marzo.

## Distribuzione e habitat
In passato la petroica era presente su tutte le isole Chatham, un gruppo insulare situato 850 km a est della Nuova Zelanda. Oggi, si incontra unicamente su due piccole isole di questo arcipelago, Mangere e Rangatira (o isola di Sud-Est).
Le petroiche vivono nelle foreste e nelle macchie di pianura rimaste. Hanno una dieta interamente insettivora e vanno in cerca di cibo sul suolo della foresta o tra i rami più bassi. Durante la stagione degli amori nidificano nelle cavità degli alberi o tra i tronchi caduti. Abitano le zone ove la vegetazione è più folta, sotto la folta chioma degli alberi di akeake (Olearia traversiorum). Per ripararsi dai forti venti e dalle impetuose mareggiate che spazzano le isole, le balie trascorrono la maggior parte del tempo tra i rami bassi. Prediligono le zone con terreno pianeggiante e con uno strato profondo di lettiera di foglie cadute.

## Biologia
Le petroiche delle Chatham sono animali territoriali: i maschi pattugliano e difendono i propri territori, e anche le femmine allontano gli altri esemplari dello stesso sesso. Effettuano brevi voli da un ramo all'altro e non volano mai per lunghe distanze.

### Alimentazione
Le petroiche delle Chatham si nutrono di larve, scarafaggi, weta e vermi, che vengono catturati tra la lettiera. La ricerca del cibo spesso si protrae anche di notte, dal momento che questi uccelli sono dotati di un'ottima vista.

### Riproduzione
Le petroiche delle Chatham iniziano a riprodursi a partire dai due anni di età. La femmina si occupa della costruzione del nido, e quando essa depone e cova le uova viene nutrita dal maschio.
Le uova vengono deposte tra gli inizi di ottobre e la fine di dicembre. Se la prima covata non viene portata a termine, ne viene deposta un'altra. Generalmente le uova deposte sono due, ma in alcuni casi possono essere anche una sola o tre. Esse sono di colore crema e ricoperte da macchioline viola. Dopo la deposizione, la femmina si siede sulle uova per tenerle al caldo fino alla schiusa, che avviene circa 18 giorni dopo. I nidiacei vengono nutriti da entrambi i genitori. Dopo aver lasciato il nido, i giovani trascorrono uno o due giorni sul terreno - un luogo pericoloso, dal momento che lì sono più vulnerabili agli attacchi dei predatori. Essi rimangono nel nido fino a 23 giorni dopo la schiusa, ma perfino dopo aver abbandonato il nido continuano a essere nutriti dai genitori, che si occupano di loro fino a quando essi non hanno raggiunto i 65 giorni di età. Questo periodo di cure parentali si protrae più a lungo che in altre specie di uccelli delle stesse dimensioni.
Le ricerche sul campo effettuate tra il 1980 e il 1991 indicavano un'aspettativa di vita media di circa quattro anni, ma «Old Blue», l'unica femmina in età riproduttiva che sopravviveva nel 1980, è vissuta più di 12 anni. Non sono pochi, tuttavia, gli esemplari che vivono 6-13 anni.

## Conservazione
Attualmente vivono circa 250 esemplari di petroica delle Chatham, ma nel 1980 ne sopravvivevano solo cinque, tutti sull'isola di Piccola Mangere. Essi furono salvati dall'estinzione da Don Merton, dagli altri membri della squadra del Wildlife Service e, soprattutto, da «Old Blue», l'unica femmina fertile sopravvissuta. Gli uccelli rimasti vennero trasferiti sull'isola di Mangere. Merton e i suoi uomini riuscirono ad aumentare il numero delle covate di «Old Blue» (e, successivamente, delle altre femmine), rimuovendo ogni anno le uova della prima covata e posizionandole nei nidi di esemplari della sottospecie di petroica della Nuova Zelanda endemica delle Chatham, una tecnica nota come cross-fostering («allevamento parziale»). Le petroiche della Nuova Zelanda si occupavano della prima covata, e quelle delle Chatham, avendo perso le loro uova, deponevano e crescevano un'altra covata.
Dal momento che le petroiche delle Chatham che oggi sopravvivono discendono tutte da «Old Blue», la loro variabilità genetica è scesa sfortunatamente ai minimi termini e si è venuto così a creare un caso estremo di collo di bottiglia demografico. Stranamente, questo non sembra aver causato nessun problema legato all'inincrocio e gli studiosi hanno quindi ipotizzato che in passato la specie abbia già attraversato, durante la sua evoluzione, situazioni di questo tipo, alla quale si è adattata perdendo gli alleli che avrebbero potuto causare conseguenze deleterie. In passato si riteneva che per scongiurare la cosiddetta «depressione da inincrocio» il numero minimo di esemplari di una popolazione doveva essere di circa 50 esemplari, ma ora gli studiosi hanno stabilito che questa cifra sia inesatta, dato che essa può variare da meno di 10 capi nelle specie insulari a elevato tasso di riproduzione, come la petroica delle Chatham, a varie centinaia nelle specie continentali più longeve dall'areale più vasto (come elefanti o tigri).
La specie viene considerata in pericolo di estinzione, ma le popolazioni presenti su Mangere e sull'Isola di Sud-Est comprendono ora circa 250 esemplari. Sulle Chatham sono tuttora in atto progetti di recupero dell'habitat e di sradicamento dei predatori introdotti, così che le popolazioni di petroiche e di altre specie endemiche delle isole possano aumentare, prevenendo il rischio di estinzione a causa di disastri naturali o eventi stocastici simili.